# Schmidt János (lelkész)
Schmidt János (Segesvár, 1734. április 9. – Medgyes, 1821. január 16.) evangélikus lelkész.

## Életútja
Apja Schmidt András szíjgyártó és városi tanácsbeli volt Segesvárt. Schmidt nyolc éves korától két évig szüleivel Berethalomban lakott, azután ismét visszatért Segesvárra. Innét 1754-ben a nagyszebeni gimnáziumban tanult, a vizsga letétele után pedig Knoblauch Keresztély kereskedő segítségével az erlangeni egyetemen 1758-61-ben folytatta teológiai tanulmányait, ahol magisteri oklevelet nyert. Hazájába visszatérve Bauszner Sámuel fiánál volt nevelő, akit aztán 1764 májusában külföldi egyetemre kísért. Beutazták Németország városait és Csehországon és Magyarországon át 1765 októberében Nagyszebenbe visszaérkeztek. Ekkor megválasztották kolozsvári evangélikus lelkésznek, ahol a szószéken a szász nyelvjárás mellett a tiszta németet hozta szokásba. 1783-ban medgyesi lelkésznek választották meg; itten 1784-től kilenc évig szindikus, 1797-től 1807-ig a medgyesi káptalan dékánja volt; élete utolsó éveiben a szuperintendensi teendőket is végezte.

## Munkái
- Disputatio theologica de vi et efficatia Scripturae Sacrae, Praeside Pfeiffero. Erlangae, 1761.
- Trauerrede auf den Tod Mariae Theresiae. In der evang. Kirche zu Klausenburg unter einer ansehnlichen Versammlung aus allen Ständen gehalten am 31. Dezember 1780. und auf Verlangen herausgegeben. Klausenburg, 1781.
- Christliche Predigt und Trauerrede auf den Tod Josephs II. In der evang. Stadtkirche zu Mediasch gehalten den 25. April 1790. und auf Verlangen herausgegeben. Hermannstadt.